# Robert Arthur Ross Neville
Sir Robert Arthur Ross Neville, britanski general, * 1896, † 1987.
Med letoma 1950 in 1953 je bil guverner Bahamov.